# Elephantiformes
Elephantiformes – podrząd ssaków z rzędu trąbowców (Proboscidea).

## Podział systematyczny
Do rzędu należy jeden infrarząd: 
- Elephantimorpha Shoshani, Golenberg & Yang Hong, 1998

Wymarłe taksony bazalne o niepewnej pozycji systematycznej (incertae sedis):

Rodziny:
- Hemimastodontidae McKenna, Bell, Shoshani & Tassy, 1997
- Palaeomastodontidae Andrews, 1906
- Phiomiidae Kalandadze & Rautian, 1992

Rodzaje:
- Dagbatitherium Hautier, Tabuce, Mourlam, Kassegne, Amoudji, Orliac, Quillévéré, Charruault, Johnson & Guinot, 2021
- Eritreum Shoshani, Walter, Abraha, Berhe, Tassy, Sanders, Marchant, Libsekal, Ghirmai & Zinner, 2006